# Gamelia abasia
Gamelia abasia är en fjärilsart som beskrevs av Pieter Cramer 1780. Gamelia abasia ingår i släktet Gamelia och familjen påfågelsspinnare. Inga underarter finns listade i Catalogue of Life.

## Bildgalleri

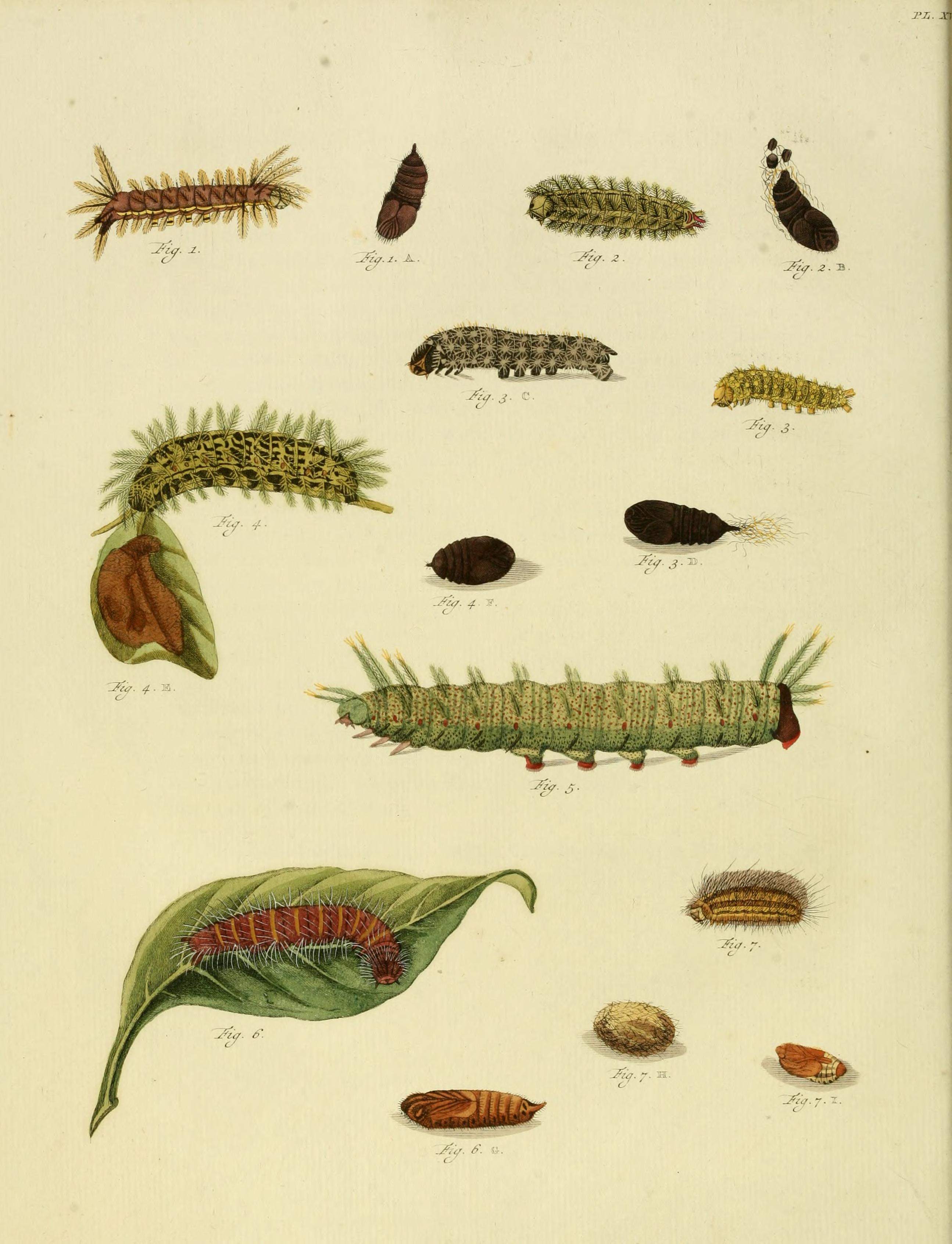
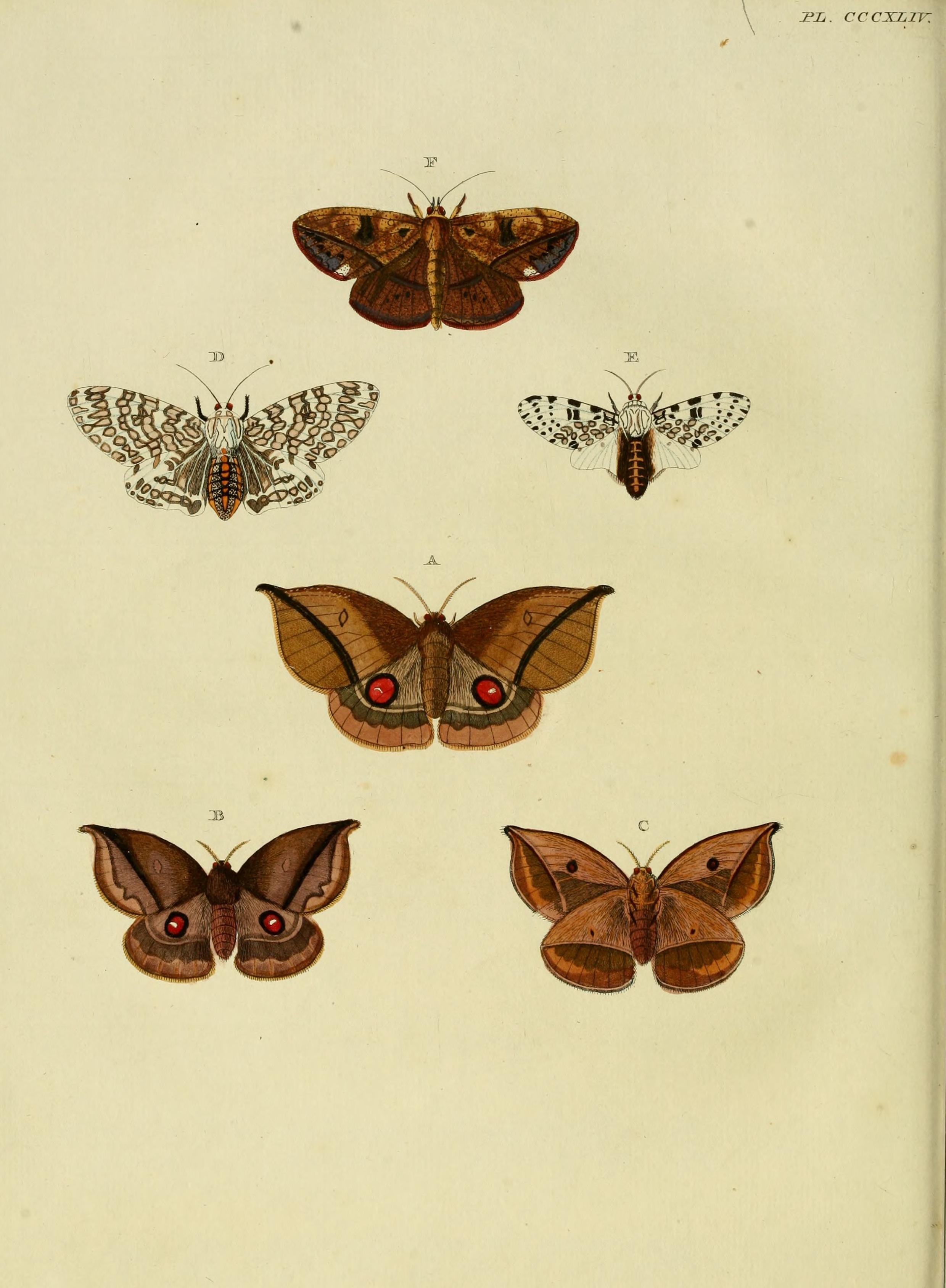
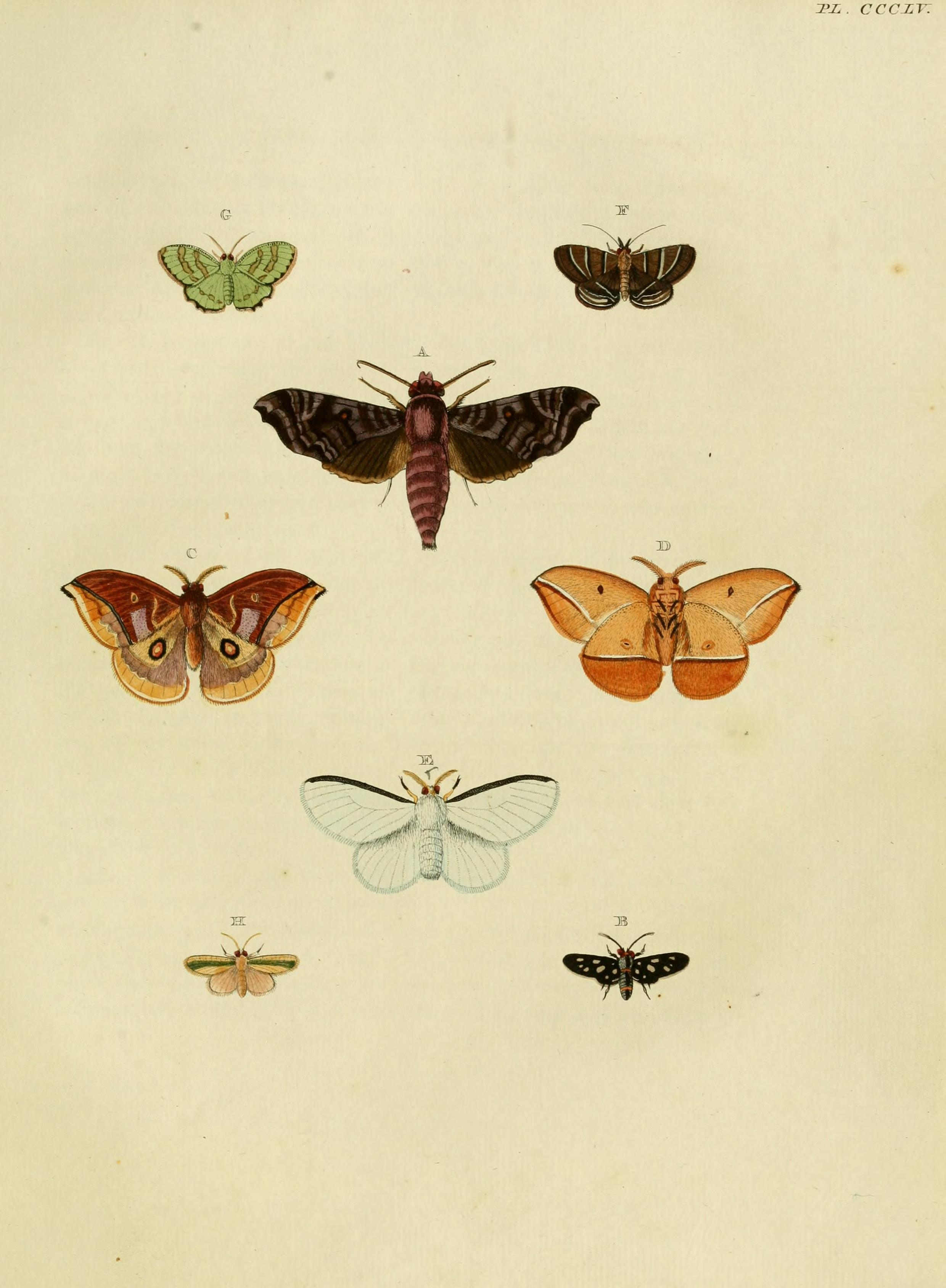